# Sever (seriál)
Minisérie Sever je šestidílný televizní krimithriller režiséra Roberta Sedláčka z produkce České televize. Dějově je zasazen do oblasti severních Čech kolem roku 2010 a vychází ze skutečných událostí; hlavní hrdina, mladý úředník a posléze nadějný kriminalista, se v předešlém i novém zaměstnání potýká s korupcí politického rázu i „beztrestností“ některých person. Naráží a stává se psancem, neboť – věren svým ideálům – nehodlá hrát hru své policejní smečky.
Psychologicky pojatý seriál oplývá několika dějovými liniemi a překvapivými zvraty. Byl představen 22. srpna 2019 a premiéru měl 2. září na veřejnoprávním kanálu ČT1. Společně s desetidílným Principem slasti byl hlavním kriminálním seriálem podzimního vysílání České televize.

## Výroba
Všech šest dílů tvůrci natáčeli od března do počátku května 2019 na Ústecku, přímo v místě děje.

## Obsazení
| Jiří Mádl        | policista Petr Svoboda      |
| Eliška Křenková  | jeho manželka               |
| Štěpán Benoni    | policista-parťák a spolužák |
| Aleš Bílík       | bývalý kolega z úřadu       |
| Petra Špalková   |                             |
| Taťjana Medvecká |                             |
| Pavla Beretová   |                             |
| Martin Pechlát   |                             |
| Martin Myšička   |                             |
| Luboš Veselý     |                             |

## Seznam dílů
| Č. v seriálu | Název             | Režie           | Scénář                        | Datum premiéry | Sledovanost (v mil. diváků) |
| ------------ | ----------------- | --------------- | ----------------------------- | -------------- | --------------------------- |
| 1            | Pomáhat a chránit | Robert Sedláček | Zdeněk Zapletal, Václav Hašek | 2. září 2019   | 0,923                       |
| 2            | Střet zájmů       | Robert Sedláček | Zdeněk Zapletal, Václav Hašek | 9. září 2019   | 0,734                       |
| 3            | Nepřátelé státu   | Robert Sedláček | Zdeněk Zapletal, Václav Hašek | 16. září 2019  | 0,668                       |
| 4            | Otevřená válka    | Robert Sedláček | Zdeněk Zapletal, Václav Hašek | 23. září 2019  | 0,661                       |
| 5            | Justice           | Robert Sedláček | Zdeněk Zapletal, Václav Hašek | 30. září 2019  | 0,678                       |
| 6            | Jenom vítr        | Robert Sedláček | Zdeněk Zapletal, Václav Hašek | 7. říjen 2019  | 0,676                       |